# Рыба традиционного копчения из Гримсби
Рыба традиционного копчения из Гримсби (англ. Traditional Grimsby smoked fish) — региональный пищевой продукт из морской рыбы британского города Гримсби, Англия, который на пике развития в 1950-е годы был самым большим и оживлённым рыболовецким портом в мире. В 2009 году копчёная рыба из Гримсби получила от Европейской комиссии статус PGI (Защищённое географическое указание), заявка на который рассматривалась более 9 лет. Протокол, описывающий требования к продукции, обозначает её как филе трески и пикши, весом от 200 до 700 граммов, которые были подвергнуты холодному копчению в соответствии с традиционным способом, процесс которого должен происходить в подробно определённых пределах географического региона вокруг Гримсби. Цвет готового продукта от кремового до бежевого, поверхность должна обладать характерной сухой текстурой. Вкус слегка солёный и копчёный с оттенками в зависимости от типа используемой древесины. Качество древесины, продолжительность копчения и температура влияют на конечный вкус, поэтому процесс контролируется опытными работниками, обученными традиционному методу из Гримсби, известному в подобном виде с 1850 года. Это является дополнительными факторами деловой репутации и профессионального знания местного населения, учитываемыми при присвоении PGI.

## История
Копчение было известно человеку как способ длительного хранения рыбных (и мясных) продуктов с давних времён. До 1940-х годов вся копчёная рыба в Англии производилась с использованием традиционного метода подвешивания рыбы в дымоходах, выше медленно тлеющих древесных стружек. С развитием технического прогресса стали появляться новые устройства: от печей с искусственным нагнетанием дыма до автоматических генераторов дыма из жидких или твердых носителей. Тем не менее, использующие подобные методы производители продолжали называть свою продукцию «копчёной». Это заставило ввести термин «Традиционное копчение», чтобы покупатель понимал качественные различия тех или иных продуктов.
Порт Гримсби был спланирован и выстроен ещё до Второй мировой войны как крупнейший рыболовецкий порт Европы. Объёмы перерабатываемой продукции сделали его центром поставки и традиционного копчения рыбы. Однако Тресковые войны 1960—1970 годов положили конец экономическому успеху Гримсби. Исландия и Норвегия добились расширения экономических зон своих территориальных вод. Запасов рыбы, доступных для лова английским рыбакам, становилось недостаточно для ведения рентабельного бизнеса, многие вынуждены были отказаться от выхода в море. Это, в свою очередь, повлекло банкротство многих перерабатывающих производств, главным образом традиционных, мелких, кустарных. К концу 1990-х годов их осталось  только 10. Однако, ряд торговых соглашений 1990—2000 годов начал возвращать в Гримсби треску из норвежских и исландских вод в сопоставимых объёмах, но теперь она доставлялась туда в контейнерах. Несмотря на более высокую цену исходного сырья, это позволило сохранить традиционные коптильни.
Рыба традиционного копчения из Гримсби подаётся во многих лучших ресторанах Великобритании, в том числе в «J. Sheekey Fish and Sea Food Restaurant», «Scott’s», «Delia Smith’s Norwich City Football Club’s». Регулярные поставки осуществляются для Королевской семьи. Легенда гласит, что наутро после бракосочетания Елизаветы II с принцем Филиппом среди прочих традиционных английских блюд новобрачным подавали на завтрак копчёную треску из Гримсби.

## Производство
Целая свежая рыба поступает в порт из Исландии, Норвегии и Фарерских островов, хотя допускаются поставки и из других регионов. Квалифицированные филейщики перерабатывают рыбу вручную. Филе погружают в рассол на 10-15 минут, а потом перемещают на металлические стеллажи, которые состоят из стержней, на профессиональном сленге называемых дротиками. Рыба на дротиках помещается в дымоход коптильни дымоходов на высоту, которая подходит для процесса холодного копчения. В основание коптильни помещают опилки, которые поджигаются для начала процесса тления. Скорость копчения рыбы зависит не только от её размера, но и, в значительной степени, от температуры и влажности окружающей среды. Летом процессу тления древесных опилок кислород не показан, он максимально удаляется для исключения открытого горения. Зимой происходит обратный процесс. Филе оставляют на ночь в коптильне минимум на 8 часов. Регулярный контроль за процессом копчения обеспечивает рыбе равномерную обработку. Рыбу вынимают из коптилен и дают полностью остыть. После этого упаковывают в специальные картонные коробки или в мелкую индивидуальную вакуумную упаковку.